# Chamonix-Mont-Blanc
Chamonix-Mont-Blanc, ofta endast Chamonix, är en ort och kommun i departementet Haute-Savoie i regionen Auvergne-Rhône-Alpes i östra Frankrike. Den ligger vid foten av Alpernas högsta berg Mont Blanc. Chamonix-Mont-Blanc är till ytan Egentliga Frankrikes fjärde största kommun. Orten är framförallt känd för sina möjligheter till utförsåkning i världsklass. Aiguille du Midi och Grands Montets är två områden kända för off-pist-åkning. Skidsystemet består av flera icke sammanbundna system. År 2022 hade kommunen Chamonix-Mont-Blanc 8 673 invånare.
Orten har fler besökare på sommaren än på vintern (vanligen omkring 100 000 respektive 60 000 per dag). Klättrare och vanliga turister fyller staden på sommaren.
I Chamonix gick de första olympiska vinterspelen, eller ”internationella vintersportveckan” som det hette då, av stapeln 1924.

## Befolkningsutveckling
| Befolkningsutvecklingen i Chamonix-Mont-Blanc 1968–2021 | Befolkningsutvecklingen i Chamonix-Mont-Blanc 1968–2021 | Befolkningsutvecklingen i Chamonix-Mont-Blanc 1968–2021 | Befolkningsutvecklingen i Chamonix-Mont-Blanc 1968–2021 | Befolkningsutvecklingen i Chamonix-Mont-Blanc 1968–2021 |
| ------------------------------------------------------- | ------------------------------------------------------- | ------------------------------------------------------- | ------------------------------------------------------- | ------------------------------------------------------- |
|                                                         |                                                         |                                                         |                                                         |                                                         |
| År                                                      |                                                         |                                                         | Folkmängd                                               |                                                         |
| 1968                                                    | 1968                                                    |                                                         | 7 745                                                   |                                                         |
| 1975                                                    | 1975                                                    |                                                         | 8 393                                                   |                                                         |
| 1982                                                    | 1982                                                    |                                                         | 8 746                                                   |                                                         |
| 1990                                                    | 1990                                                    |                                                         | 9 701                                                   |                                                         |
| 1999                                                    | 1999                                                    |                                                         | 9 830                                                   |                                                         |
| 2007                                                    | 2007                                                    |                                                         | 9 086                                                   |                                                         |
| 2015                                                    | 2015                                                    |                                                         | 8 906                                                   |                                                         |
| 2021                                                    | 2021                                                    |                                                         | 8 642                                                   |                                                         |

## Bildgalleri

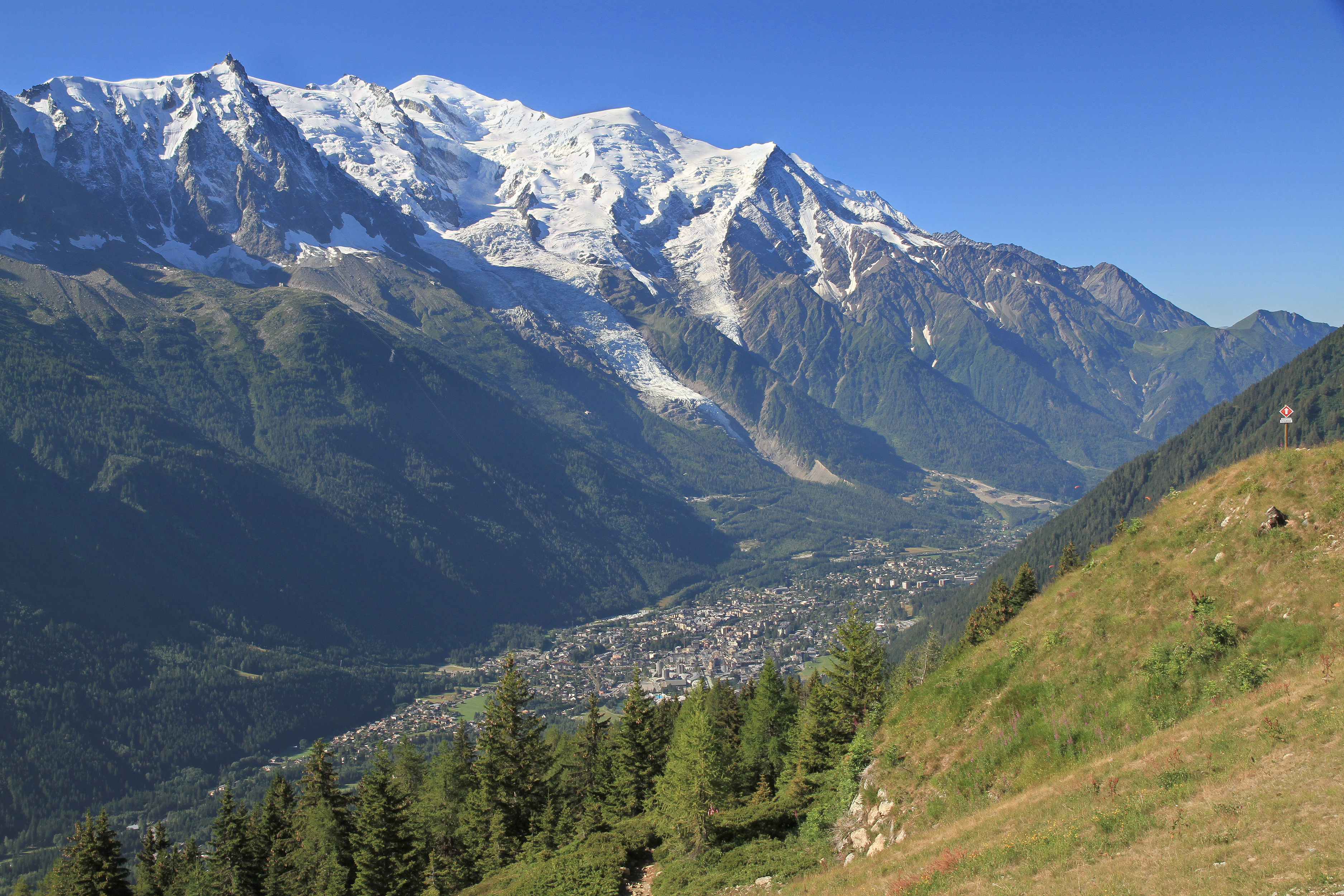
Vy över Chamonixdalen.
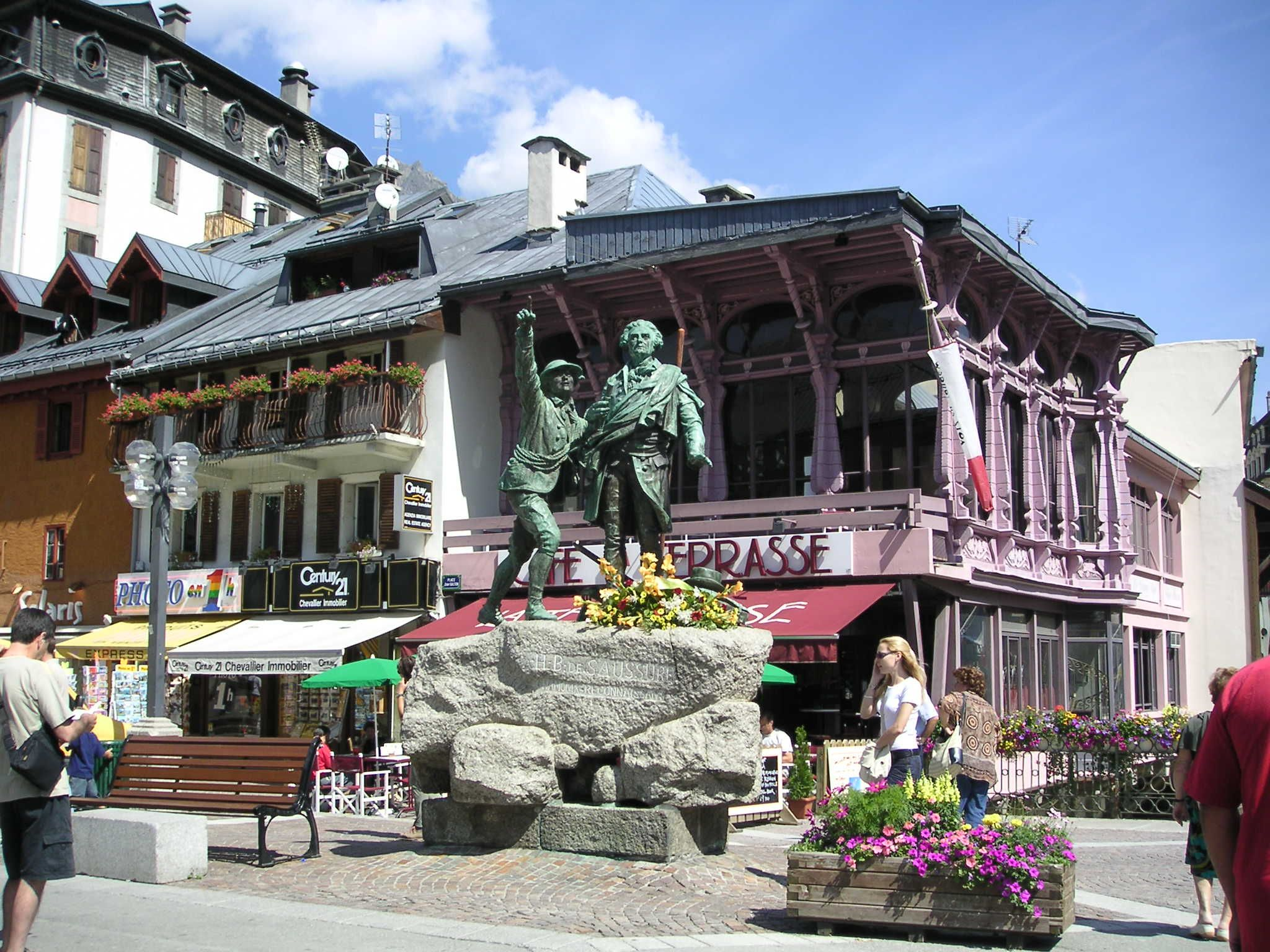
Chamonix' centrum.
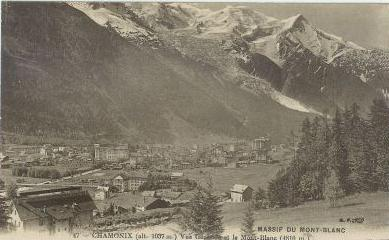
Chamonix, ett gammalt vykort.
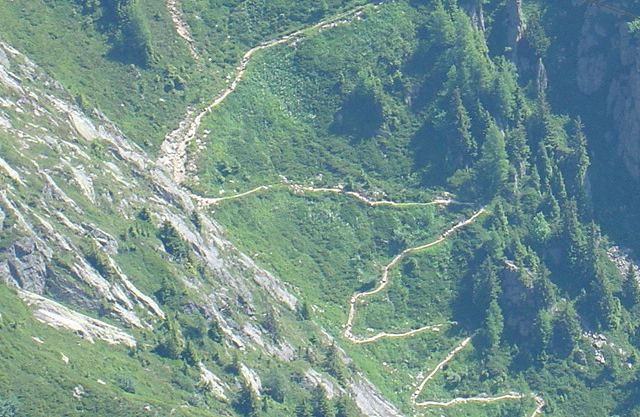
Le Lac Blanc mot Mont Blanc-massivet.
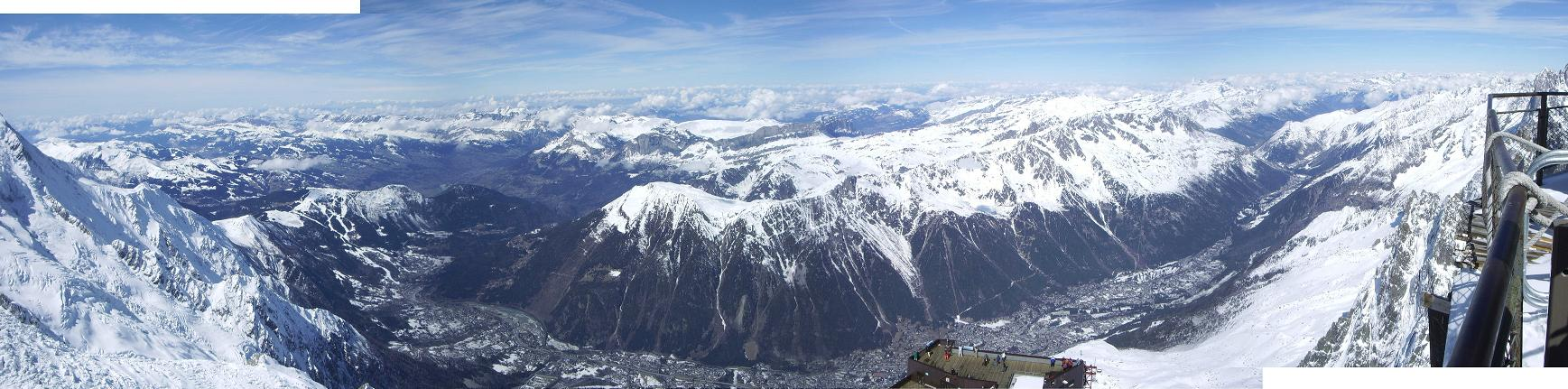
Panorama från l'Aiguille du Midi.
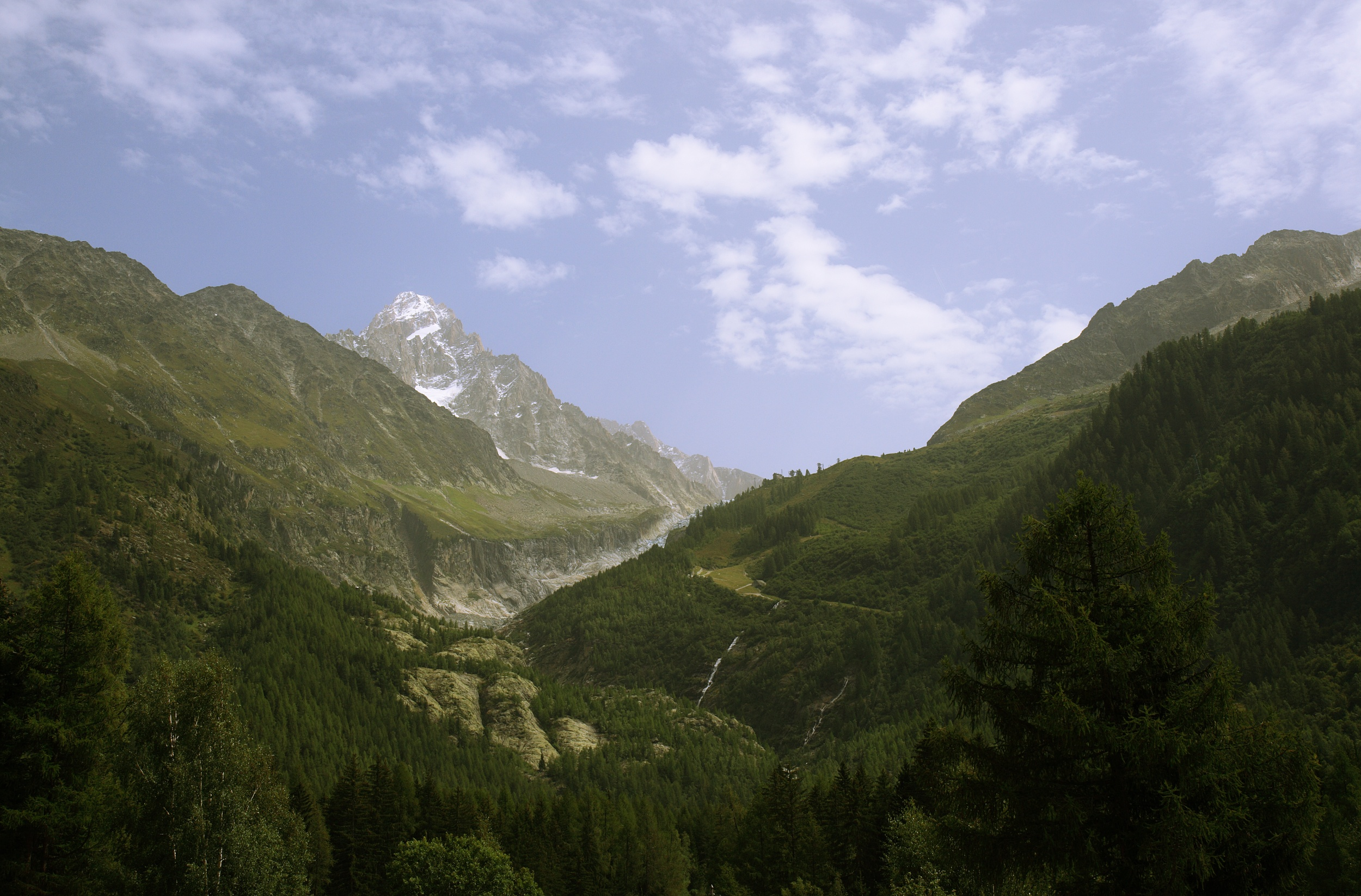
Argentière-glaciären nära Argentière i Chamonixdalen.